# Budynek Seminarium Duchownego na Wawelu
Budynek dawnego Seminarium Duchownego – gmach nr 7 na wzgórzu wawelskim w Krakowie. Od północy przylega do  murów fortyfikacyjnych. Mieści się pomiędzy budynkiem administracji a Domem Katedralnym.

## Historia
Obiekt składa się z trzech budynków, pochodzących z XV wieku: budynku zbudowanego dla królowej Zofii, ostatniej małżonki Jagiełły, który następnie stał się domem prebendarzy kaplicy św. Trójcy (ufundowanego przez Władysława II Jagiełłę w 1431 r), domu Hińczy z Rogowa oddanego następnie mansjonarzom oraz domu zwanego Pińczowem należącego do Jana Głowacza z Oleśnicy (brata kardynała Zbigniewa Oleśnickiego) z zachowanym częściowo hypocaustum. Dom prebendarzy stał się siedzibą założonego przez bpa Bernarda Maciejowskiego Wyższego Seminarium Duchownego w 1602 r. Sumptem bpa Konstantego Felicjana Szaniawskiego dołączono kolejne dwa budynki według planów Kacpra Bażanki w 1729 r. W 1801 r. budynek przebudowano przez Jana Chrzciciela Markla na koszary wojskowe (mieszczące się tu w latach 1848 – 1905), likwidując przy tym seminarium. Mieszczące się tu od 1913 r. Muzeum Etnograficzne znieśli hitlerowcy. Obecnie mieszczą się tu biura części działów Zamku Królewskiego na Wawelu – Państwowe Zbiory Sztuki oraz kilka sal wystawowo-konferencyjnych.

## Architektura
Budynek o 4 kondygnacjach wybudowany jest z cegły. W dawnym refektarzu i oratorium znajduje się zachowana barokowa dekoracja stiukowa, zaś w piwnicy i sieni późnogotyckie oraz renesansowe portale.

## Galeria

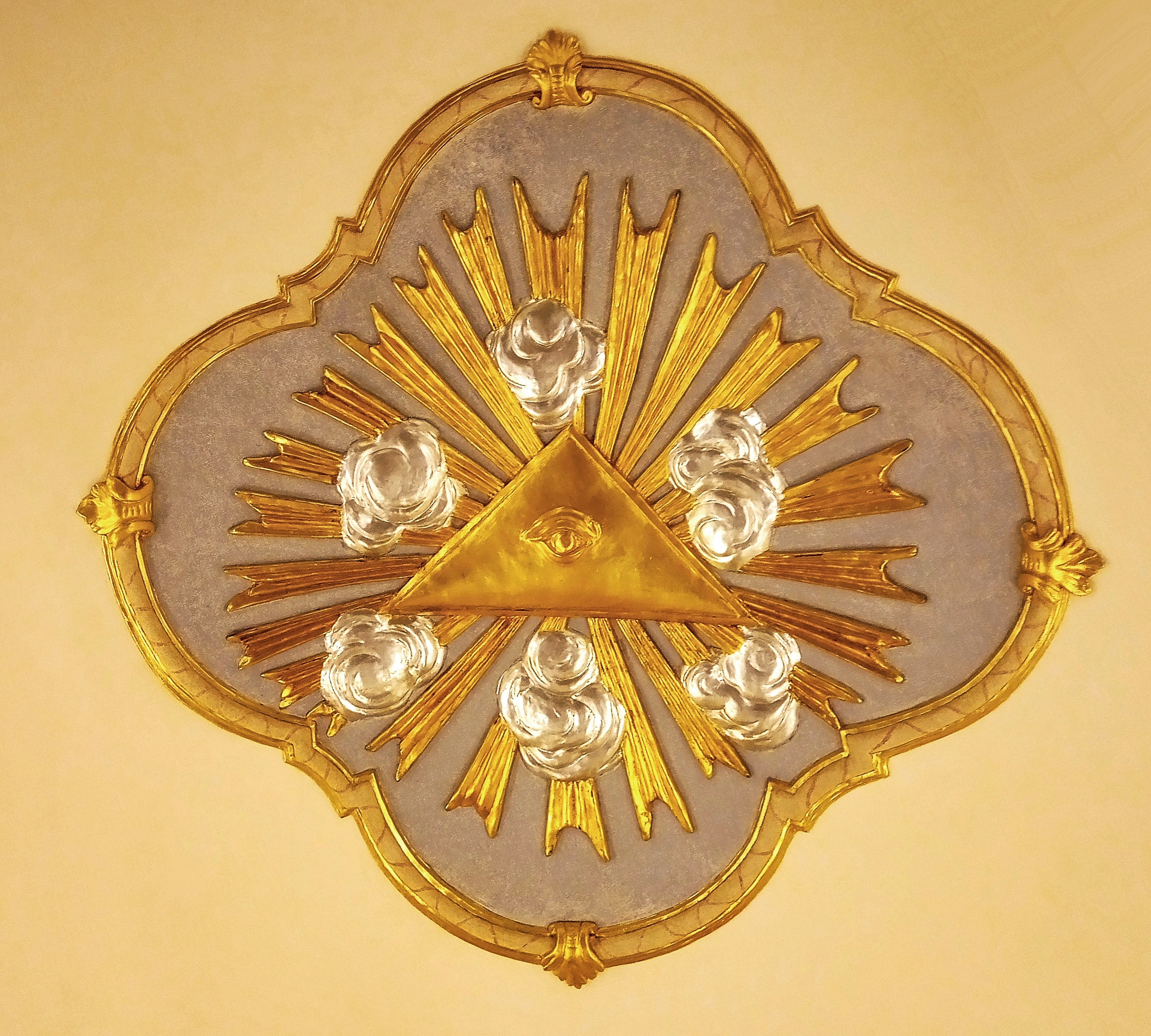
Plafon w dawnej kaplicy Seminarium Duchownego